# Хомутинина
Хомутинина — деревня в Талицком городском округе Свердловской области России.

## География
Находится в 15 километрах (по дорогам в 22 километрах) к северо-западу от города Талицы, на правом берегу реки Юрмыч — левого притока реки Пышмы).
В непосредственной близости к Хомутининой, чуть выше по течению Юрмыча, расположена деревня Вахова.

## Население
| 2002 | 2010 | 2021 |
| ---- | ---- | ---- |
| 43   | ↘26  | ↗29  |